# Рахони
 Тази статия е за селището на Тасос.  За селището на Крит вижте Вулгаро (дем Платанияс).  За други значения вижте Рахони (пояснение).
Рахо̀ни (на гръцки: Ραχώνι, катаревуса Ραχώνιον, Рахонион) е село на остров Тасос, Егейска Македония, Гърция. Старото име на селото е Вулга̀ро (Βουλγάρο) или Булгаро.

## География
Селото е разположено на 140 m надморска височина в северозападната част на Тасос в северното подножие на планината Ипсарио. Остои на 15 km западно от Лименас – главното градче на острова. Hа 3 km e от морския бряг, където е неговото пристанище Скала Рахониу.

## История

### Име
Според български източници населението на Булгаро е преселено от Дебърско. Атанас Шопов предава следната легенда за старото име на селото:
| „ | Казват, че преди няколкостотини години дошла в Кавала една видна българка от владетелно коляно, която отишла и се заселила на тоя остров; това село е от нея основано и за туй гърците са го нарекли Вулгарица. | “ |

Същата знатна българка Катерина от Дебърско построила и първата му църква.
Николай Тулешков пише, че в XIX век в тук се заселват и много българи дюлгери, които дори създават свое поселище.
На наличието на българи на острова отдават името Вулгаро и Александер Конзе (1860, Wulgáro), който говори за „негръцко“ население, Жорж Перо (1864, Volgaro), който пише за „българска колония“ и Луи дьо Лоне (1897, Volgaro), който също говори за „българска колония“.
Според Сапфо Ангелуди-Заркада името Вулгаро произлиза от факта, че в селото е имало метох на българския атонски Зографски манастир и името Βουλγάρο или Βουλγάρω е съкращение на μονή των Βουλγάρων.

### В Османската империя
Старото село е било разположено на 3 km югоизточно от днешното и на 7 km от морето, в местност с гледка към него. От селото днес е запазен енорийският храм „Свети Георги“ от 1779 година. Външната църква „Свети Йоан Предтеча“ е строена върху раннохристиянски храм преди 1863 година. Селото е споменато за пръв път като Булгар в преброяване от 1519 година като трето от петте тасоски села (първо е Лиманхисар, след това Теологос, Йенихисар и замъкът Каки Рахи) с 86 къщи. Преброяването от 1550 година показва 90 къщи. Това от 1570 година показва Булгар като трето по-големина от шестте села (Теологос, Лиманхисар, Йенихисар, Булгар, замък Каки Рахи, Мариес) на острова със 179 къщи. В 1601 година селото има 222 къщи, в 1626 – 175 семейства, в 1670 – 134 семейства. За разработването на отдалечените маслинови горички, жителите на селото започват да използват колиби на днешното място на селото. В 1777 година е построена църквата „Свети Георги“.
В XIX век част от жителите се изселват на северозапад на мястото на днешното село и залепеното за него Вузи. Църквата „Успение Богородично“ е построена в 1822 година, а жителите на Вузи започват в 1830 година да строят храма „Свети Николай“, завършен в 1850 година. В него е пренесена част от църковната утвар на „Свети Георги“ – икона от преди 1600 г. и евангелие, издадено във Венеция в 1687 година. Старото село постепенно е запуснато, както това отбелязва през август 1828 г. австрийският посланик Антон фон Прокеш-Остен, който отдава това на епидемия. В 1830 – 1831 година селото има само 64 къщи.
В 1839 година Волгаро, Кастро и Панагия са споменати като най-забележителни селища на острова. На картата на Драмския санджак от 1878 година са показани само две тасоски села – Панагия (главното селище) и Болгар. В 1885 година кавалското гръцко консулство вече не споменава старото село, а само Волгаро със 700 жители (тоест Рахони) и Волгаро с 325 жители (тоест Агиос Георгиос). Според Николаос Схинас в 1887 година Вулгаро има 1025 жители в две махали. В 1906 година мухтарят на Вулгаро иска от каймакамина в Кавала смяна на „варварското“ име Вулгаро.
На австро-унгарската военна карта е отбелязано като Вулгаро (Vulgaro) западно под връх Зографу (Zografu), приблизително на мястото на Скала Рахониу, а селото е отбелязано като Раховик (Rahovik).
В 1928 година има 511 жители, от които 14 гърци бежанци.
Селото традиционно произвежда маслини и зехтин, както и мед.
В 1991 година северозападно от Рахони е регистрирано малкото туристическо селище Пахис (Παχύς) с 11 жители.
| Година    | 1913 | 1920 | 1928 | 1940 | 1951 | 1961 | 1971 | 1981 | 1991 | 2001 | 2011 | 2021 |
| --------- | ---- | ---- | ---- | ---- | ---- | ---- | ---- | ---- | ---- | ---- | ---- | ---- |
| Население | 666  | 815  | 511  | 727  | 767  | 754  | 581  | 477  | 439  | 365  | 446  | 448  |

## Личности
Родени в Рахони
- Христо Парапитев (1798 – 1901), български възрожденски духовник